# Байсеїтов Бахтіяр Багашарович
Бахтіяр Багашарович Байсеїтов (каз. Бахтияр Бағашарұлы Байсейітов; нар. 29 вересня 1971, село Фабричний, Джамбульський район, Алматинська область) — казахський борець греко-римського стилю, чемпіон та срібний призер чемпіонатів світу, дворазовий чемпіон, срібний та дворазовий бронзовий призер чемпіонатів Азії, чемпіон Азійських ігор, дворазовий бронзовий призер Кубків світу, учасник двох Олімпійських ігор. Заслужений майстер спорту Республіки Казахстан з греко-римської боротьби (1995).

## Біографія
Боротьбою почав займатися з 1983 року. Випускник Республіканського коледжу спорту, Алмати. Виступав за професійний спортивний клуб «Даулет» Алмати. Майстер спорту СРСР (1989). Срібний призер спартакіади народів СРСР (Запоріжжя, 1991). Спортсмен року Республіки Казахстан (1998).
У 2001 році закінчив Казахську державну академію спорту і туризму за фахом тренер по спорту. З 2010 року — старший тренер з греко-римської боротьби національної збірної Казахстану.
Проводить в Алмати першість Казахстану серед кадетів з греко-римської боротьби на призи Бахтіяра Байсеїтова.

## Державні нагороди
Нагороджений Почесною грамотою Президента Казахстануу на честь 10-річчя незалежності Республіки Казахстан (2001). Лауреат молодіжної премії «Дарина» (1999).

## Спортивні результати

### Виступи на Олімпіадах
| Змагання                    | Збірна    | Вагова категорія | Місце |
| --------------------------- | --------- | ---------------- | ----- |
| Літні Олімпійські ігри 1996 | Казахстан | 74 кг            | 11    |
| Літні Олімпійські ігри 2000 | Казахстан | 76 кг            | 10    |

### Виступи на Чемпіонатах світу
| Змагання                        | Збірна    | Вагова категорія | Місце  |
| ------------------------------- | --------- | ---------------- | ------ |
| Чемпіонат світу з боротьби 1994 | Казахстан | 82 кг            | 15     |
| Чемпіонат світу з боротьби 1995 | Казахстан | 74 кг            | Срібло |
| Чемпіонат світу з боротьби 1997 | Казахстан | 76 кг            | 5      |
| Чемпіонат світу з боротьби 1998 | Казахстан | 76 кг            | Золото |
| Чемпіонат світу з боротьби 1999 | Казахстан | 76 кг            | 29     |
| Чемпіонат світу з боротьби 2001 | Казахстан | 76 кг            | 7      |

### Виступи на Чемпіонатах Азії
| Змагання                       | Збірна    | Вагова категорія | Місце  |
| ------------------------------ | --------- | ---------------- | ------ |
| Чемпіонат Азії з боротьби 1993 | Казахстан | 82 кг            | Бронза |
| Чемпіонат Азії з боротьби 1995 | Казахстан | 82 кг            | Золото |
| Чемпіонат Азії з боротьби 1996 | Казахстан | 74 кг            | Бронза |
| Чемпіонат Азії з боротьби 1999 | Казахстан | 76 кг            | 5      |
| Чемпіонат Азії з боротьби 2000 | Казахстан | 76 кг            | Золото |
| Чемпіонат Азії з боротьби 2005 | Казахстан | 74 кг            | Срібло |

### Виступи на Азійських іграх
| Змагання           | Збірна    | Вагова категорія | Місце  |
| ------------------ | --------- | ---------------- | ------ |
| Азійські ігри 1998 | Казахстан | 76 кг            | Золото |

### Виступи на Кубках світу
| Змагання                    | Збірна    | Вагова категорія | Місце  |
| --------------------------- | --------- | ---------------- | ------ |
| Кубок світу з боротьби 1995 | Казахстан | 82 кг            | Бронза |
| Кубок світу з боротьби 1997 | Казахстан | 85 кг            | Бронза |

### Виступи на інших змаганнях
| Змагання                                 | Збірна    | Вагова категорія | Місце  |
| ---------------------------------------- | --------- | ---------------- | ------ |
| Кубок Азії і Океанії з боротьби 1997     | Казахстан | 85 кг            | Золото |
| Олімпійський кваліфікаційний турнір 2000 | Казахстан | 76 кг            | 9      |
| Олімпійський кваліфікаційний турнір 2000 | Казахстан | 76 кг            | 4      |
| Олімпійський кваліфікаційний турнір 2000 | Казахстан | 76 кг            | 10     |
| Олімпійський кваліфікаційний турнір 2000 | Казахстан | 76 кг            | Бронза |